# Hankens bibliotek
Hankens bibliotek är Svenska handelshögskolans bibliotek. Biblioteket finns på två verksamhetsställen, i Helsingfors i Hankens huvudbyggnad och i Vasa som en del av Vasa stadsbibliotek. Hankens bibliotek är ett vetenskapligt bibliotek som främst riktar sig till Hankens studerande, forskare och personal, men biblioteket är även öppet för allmänheten.

## Historik
Hankens biblioteksverksamhet inleddes 1909, samma år som Svenska handelshögskolan grundades. Samlingen bestod till en början av 318 böcker och 20 tidskrifter. Högskolans första biblioteksanställda anställdes år 1916 och de första användarutbildningarna hölls redan under 1960-talet. I början av 1970-talet bestämde högskolan att förse studenterna med gratis kurslitteratur via biblioteket. I medlet av 1990-talet anskaffades de första elektroniska tidskrifterna, tillgängliga för alla på högskolan.

## Biblioteket i Vasa
I samband med att Svenska handelshögskolan i Vasa grundades 1980, öppnades också ett filialbibliotek i Vasa. År 2001 öppnade Vasa vetenskapliga bibliotek Tritonia dit även Hankens bibliotek flyttade. Sedan 2020 finns Hankens bibliotek i Vasa i stadsbibliotekets lokaler.

## Samlingar
I Hankens bibliotek finns litteratur och information inom alla ämneskategorier, men huvudvikten ligger på de ekonomiska vetenskaperna. Biblioteket har en specialsamling med såväl inhemska som utländska företagshistoriker. Biblioteket använder bibliotekssystemet Koha, och bibliotekskatalogen Hanna är en del av Finna-samarbetet via Nationalbiblioteket. Bibliotekssamlingen är en blandning av tryckt material och elektroniska informationsresurser, såsom e-böcker, e-tidskrifter och databaser med finansiella data.

## Utrymmen
Hankens bibliotek erbjuder läsplatser, en tyst läsesal, datorplatser och grupparbetsplatser.